# Борба
Борба у војној терминологији има једно од неколико значења. У општем случају то је оружани сукоб противничких снага на копну, мору или ваздуху. У ширем смислу борба има исто значење као битка или бој. У ужем смислу борбом се сматра само борба нижих војних јединица, група и појединаца (или тенкова. бродова, авиона и слично). Борба се завршава побједом или поразом, али је побједа по правилу увијек релативна.
Борба је обично између супротстављених војних снага у рату. Борбeno насиљe може бити једностранo, док борба подразумева барем одбрамбену реакцију. Борба великих размера позната је као битка. Вербална свађа је обично позната као контроверза. Борбена ефикасност на стратешком пољу захтева борбену спремност. У војним областима, овај термин се примењује и на особље које мора да има одговарајућу обуку и да буде оспособљено за извођење борбених дејстава у јединици којој су додељени.
У свакој борби судјелује неколико чинилаца (фактора): људи (жива сила, човјек), материјална средства, простор и вријеме. У ратовима организованих војних формација одлучујућу улогу обично има бројност и квалитет снага, а у устанцима и герилским ратовима су често пресудни вјештина и морал. Општа начела која утичу на борбе су економија снага, иницијатива, надмоћност, и изненађење. С обзиром на циљ, значај, снаге и посљедице борба се јавља у разним облицима. Познати су битка, бој и операција. Мање борбе које не спадају у класификацију се обично подводе под борбу у ужем смислу и изучава их тактика.

## Борба прса у прса
Борба прса у прса је борба на веома блиској удаљености, напад на противника телом (ударање, шутирање, гушење, итд.) и/или оружјем за блиску борбу (ножеви, мачеви, батине, итд), за разлику од далекометног оружја.

## Војна борба
Војна борба је увек била између две или више супротстављених војних снага у рату. Војне борбене ситуације могу укључивати више група, укључујући герилске групе, побуњенике, домаће и/или стране владе. Војни сукоб је познат као битка или рат, у зависности од величине борбе и положаја на којим географским подручјима се рат/битка одвија. Борбена ефикасност је увек захтевала да особље одржава стратешку спремност тако што ће бити довољно обучено, наоружано, опремљено и финансирано за извођење борбених дејстава у јединици којој је додељено. Ратовање потпада под законе ратовања, који регулишу његове сврхе и вођење, и штите права бораца и небораца.